# Primera División Uruguaya 1973
Il campionato era formato da dodici squadre e il Peñarol vinse il titolo.

## Classifica finale
| Pos. | Squadra              | G  | V  | N  | P  | GF | GS | Punti |
| ---- | -------------------- | -- | -- | -- | -- | -- | -- | ----- |
| 1    | Peñarol              | 22 | 14 | 7  | 1  | 38 | 16 | 35    |
| 2    | Nacional             | 22 | 9  | 11 | 2  | 29 | 19 | 29    |
| 3    | Danubio              | 22 | 10 | 8  | 4  | 26 | 15 | 28    |
| 4    | Defensor             | 22 | 10 | 5  | 7  | 33 | 28 | 25    |
| 5    | Rentistas            | 22 | 7  | 10 | 5  | 21 | 18 | 24    |
| 6    | Liverpool            | 22 | 8  | 7  | 7  | 28 | 21 | 23    |
| 7    | Cerro                | 22 | 8  | 7  | 7  | 24 | 24 | 23    |
| 8    | Montevideo Wanderers | 22 | 4  | 13 | 5  | 16 | 15 | 21    |
| 9    | River Plate          | 22 | 5  | 11 | 6  | 17 | 20 | 21    |
| 10   | Huracán Buceo        | 22 | 3  | 10 | 9  | 22 | 29 | 16    |
| 11   | Central Español      | 22 | 6  | 2  | 14 | 18 | 38 | 14    |
| 12   | Bella Vista          | 22 | 1  | 3  | 18 | 10 | 39 | 5     |

G = Partite giocate; V = Vittorie; N = Nulle/Pareggi; P = Perse; GF = Goal fatti; GS = Goal subiti; 

## Classifica marcatori
| Gol |  |  | Giocatore       | Squadra |
| --- |  |  | --------------- | ------- |
| 23  |  |  | Fernando Morena | Peñarol |